# Pellenes frischi
Pellenes frischi är en spindelart som först beskrevs av Jean Victor Audouin 1826.  Pellenes frischi ingår i släktet Pellenes och familjen hoppspindlar. Inga underarter finns listade i Catalogue of Life.